# Nogomet na OI 1956.
Nogomet na Olimpijskim igrama u Melbourneu 1956. godine uključivao je natjecanja samo u muškoj konkurenciji.

## Osvajači medalja - muški
| Zlato | Srebro | Bronca |
| --- | --- | --- |
| SSSR Nikolaj Tiščenko Mikail Okonkov Aleksej Paramanov Anatolij Bašaškin Igor Netto Boris Tatušin Anatolij Isajev Eduard Strelcev Valentin Kozmič Ivanov Vladimir Ryžkin Boris Kuznjecov Josif Beca Sergej Saljnjikov Boris Razinsky Anatolij Maslenkin Anatolij Iljin Nikita Simonjan | SFR Jugoslavija Sava Antić Ibrahim Biogradlić Mladen Košćak Dobroslav Krstić Luka Lipošinović Muhamed Mujić Zlatko Papec Petar Radenković Nikola Radović Ivan Šantek Dragoslav Šekularac Ljubiša Spajić Todor Veselinović Blagoje Vidinić | Bugarska Stefan Božkov Todor Diev Georgi Dimitrov Milčo Goranov Ivan Petkov Kolev Nikola Kovačev Manol Manolov Dimitar Milanov Georgi Najdenov Panajot Panajotov Kiril Rakarov Gavril Stojanov Krum Janev Josif Josifov |

## Turnir

### Prvi krug
Egipat, Južni Vijetnam, Mađarska, Kina i Turska su odustali.
- SSSR -  Njemačka 2:1
- Velika Britanija -  Tajland 9:0
- Australija -  Japan 2:0

### Četrvrtzavršnica
- Jugoslavija -  SAD 9:1

- SSSR -  Indonezija 0:0
- SSSR -  Indonezija 4:0

- Bugarska -  Velika Britanija 6:1
- Australija -  Indija 2:4

### Poluzavršnica
- Jugoslavija -  Indija 4:1
- SSSR -  Bugarska 2:1 (pr.)

### Utakmica za broncu
- Bugarska -  Indija 3:0

### Utakmica za zlato
- SSSR -  Jugoslavija 1:0